# Guerre des Corsaires (1620–1621)
Guerre des Corsaires (1620-1621)
Batailles
Bombardement d'Alger (1621)
La guerre des corsaires de 1620-1621 est un conflit ayant opposé l'Empire colonial anglais de Jacques VI et Ier et la régence d'Alger gouvernée par Khizir Pacha.

## Contexte
L'amiral britannique Robert Mansell fait route pour Alger, appuyé par Richard Hawkins et Thomas Button et envisagent d'attaquer les pirates musulmans. En novembre 1620 quarante prisonniers britanniques sont libérés à la suite de négociations mais lors d'une nouvelle attaque l'année suivante; les Britanniques subissent un lourd échec. En effet Mansell se voit dans l'obligation de se retirer, il sera rappelé en Angleterre le 24 mai 1621. Cette attaque était la première que l'Angleterre entreprenait dans la mer Méditerranée depuis les croisades.

## Préparatifs
L'Angleterre a dû négocier avec l'Espagne afin de mettre à sa disposition les ports méditerranéens espagnols. Il a fallu 3 ans afin d'organiser et de financer l'expédition, l'ambassadeur espagnol le comte Gondomar craignait que cette expédition servirait à attaquer l'Espagne plutôt que de la défendre, mais il fut rassuré que les instructions qu'avait Mansell étaient de courir le long des côtes espagnoles afin de poursuivre les pirates qui s'y trouvaient puis de passer le détroit de Gibraltar pour entrer dans la mer Méditerranée et enfin les côtes d'Alger. Le 12 octobre 1620, la flotte anglaise fait voile pour Alger à partir de Plymouth. L'amiral Robert Mansell avait choisi comme contre-amiral son propre neveu Thomas Button et comme vice-amiral Richard Hawkins.

## Déroulement
Lorsque la flotte anglaise, composée de 18 navires; 6 navires royaux, 10 croiseurs auxiliaires et 2 navires pinasses apparut dans les eaux d'Alger, les Algériens étaient loin d'être inquiétés, ils ignoraient tout simplement sa préséance. Mansell donna l'ordre de faire feu sur les navires pirates présents sur le port puis de se retirer. Les Algériens, qui à ce moment-là s'étaient abrités derrière leurs défenses, sortent éteindre les feux de telle manière que seuls deux de leurs navires furent détruits. Ce revers n'aurait pas suffi pour que le roi Jacques fasse rappeler la flotte anglaise mais ces derniers subissaient répétitivement des attaques par les Néerlandais dans les Indes orientales.

## Conséquences
Malgré la libération des prisonniers, l'expédition fut un échec coûteux. Cette expédition n'a laissé aucune impression dans l'esprit des Algériens si ce n'est un fort sentiment de leur propre importance, et une détermination à pilier les navires de chaque nation en les défiant toutes. Lors de son retour en Angleterre en septembre 1621, Mansell sera accusé par l'ambassadeur espagnol d'avoir aidé les corsaires algériens au lieu de les réprimer.